# Tiruchirappalli
Trichi este un oraș în India.